# Карлссон, Ларс (лыжник)
Ларс Карлссон (швед. Lars Carlsson; род. 8 августа 1973 года) — шведский лыжник, участник двух чемпионатов мира, победитель этапа Кубка мира.
В Кубке мира Карлссон дебютировал 12 марта 1994 года, в марте 2003 года одержал свою единственную победу на этапе Кубка мира, в эстафете. Кроме этого имеет на своём счету 6 попаданий в десятку лучших на этапах Кубка мира, все в эстафете, в личных гонках не поднимался выше 15-го места. Лучшим достижением Карлссона в общем итоговом зачёте Кубка мира является 57-е место в сезоне 2002/03.
За свою карьеру в Олимпийских играх не участвовал. Принимал участие в двух чемпионатах мира, лучший результат 20-е место в масс-старте на 30 км классическим стилем на чемпионате мира 2003 года. Был призёром юношеского чемпионата мира 1993 года, в гонке на 10 км классическим стилем.
Завершил карьеру в 2006 году.